# Devaneio excessivo
O Devaneio Excessivo Mal Adaptado, também conhecido como simplesmente "Imaginação Hiperativa", trata-se de uma conceito introduzido em psicologia para descrever pessoas que possuem uma imaginação muito forte que a atrapalha em diversos aspectos de sua vida.
Reconhecido pela primeira vez pelo médico psiquiatra e psicoterapeuta Eliezer Somer para designar pessoas que portam uma condição em que a imaginação se torna parcialmente semelhante à realidade, o que causa, logicamente, uma série de problemas na vida da pessoa. As causas da condição são inúmeras, podendo ser de origem mental, emocional, ou até mesmo neuro-química. E o tratamento envolve psicoterapias, cuidados especializados e até mesmo fármacos psiquiátricos. 
- A "cura" dessa condição só é alcançada quando o indivíduo passa a ter ânimo e vontade para manter o foco na realidade, ou quando a doença que causa esta condição é tratada. Porém, o paciente ainda pode ter episódios de imaginação excessiva quando estiver em situações de estresse extremo, angústia, depressão, tédio extremo ou outras coisas que ele não sabe lidar e usa da imaginação para fugir disso, portanto, é sempre bom seguir um tratamento adequado e especializado mesmo os sintomas já tendo desaparecidos.

￼￼* Pode ser diagnosticado pela própria pessoa, desde que ela apresente os sintomas principais. 
- Não requer imagens de laboratório ou de ressonância magnética.[1]Fontes confiáveis

## Finalidades identificadas
As finalidades do devaneio excessivo incluem escape para o stress e dor, através de uma alteração de humor e realização de desejos provocada pelos devaneios; companheirismo (escape para a solidão), intimidade (escape para a falta de contacto humano e sexual), e calmante (escape para a ansiedade e stress).
"Todos os indivíduos que sofrem de devaneios excessivos afirmam que a finalidade do devaneio é dupla: desconexão da dor provocada pela vida e transformação da má sorte da vida em experiências desejáveis."

## Diagnóstico
A Escala de devaneio excessivo - Maladaptive Daydreaming Scale (MDS) - é um questionário de auto-análise de 14 itens desenhado para aferir a atividade fantasiosa anormal. O questionário é estatisticamente válido e uma métrica fidedigna para medir o devaneio excessivo e distinguir os indivíduos que sofrem de Devaneio Excessivo dos que não sofrem. Diagnósticos de saúde mental são determinados apenas com base em entrevistas estruturadas e conduzidas em ambiente clínico. Por isso, ainda não foi desenvolvida nenhuma ferramenta de diagnóstico oficial para diagnosticar o devaneio excessivo.

### Diagnóstico diferencial
O devaneio excessivo é erradamente e frequentemente diagnosticado como esquizofrenia   o que é definido como um distúrbio mental caracterizado por um anormal comportamento social e incapacidade em reconhecer o que é real. Esquizofrenia é considerada uma psicose, enquanto que devaneio excessivo não é considerado uma psicose e a Escala de Devaneio Excessivo - Maladaptive Daydreaming Scale (MDS) - tem sido pouco correlacionada como métrica de psicose. A diferença fundamental entre os dois transtornos é que indivíduos com devaneio excessivo - (MDers) - estão conscientes de que os intervenientes dos devaneios não são reais e conseguem distinguir entre o que é real e o que não é, enquanto que os indivíduos que sofrem de esquizofrenia não conseguem. Os indivíduos que sofrem de devaneio excessivo não ouvem vozes ou veem pessoas que não são reais, enquanto que os indivíduos que sofrem de esquizofrenia podem apresentar este sintoma.

## Gerir o devaneio excessivo
O devaneio excessivo não é reconhecido oficialmente como um transtorno psicológico, pelo que também não há um tratamento oficial. Contudo, existem alguns métodos que podem ajudar os indivíduos a endereçar os sintomas, fazendo com que o devaneio excessivo tenha menos impacto nas suas vidas :
- Partilhar transtorno com amigos e família: alertar amigos e familía para que alertem sempre que notarem padrões de devaneio excessivo;

- Evitar cansaço: quando os indivíduos estão mais cansados têm mais tendência para devaneios;

- Identificar padrões de pensamento e atividade que causem frequentemente o devaneio e tentar controlar a entrada em devaneio;

- Tratar problemas que despoletaram os devaneios: se os devaneios são uma forma de escape (para a solidão, para frustração sexual, etc.), é possível que os devaneios sejam o sintoma de um problema mais complexo. Esses problemas devem ser tratados e endereçados usando terapias, ajudando os indivíduos que sofrem de devaneios excessivos a controlarem melhor os seus pensamentos;

## Cobertura na imprensa
"No entanto, muitos psicólogos nunca ouviram falar de devaneios excessivos, e os devaneios excessivos ainda não são reconhecidos como um transtorno. Muitos não acreditam que uma atividade tão banal como fantasiar possa causar tanta aflição. Como podem então os indivíduos que sofrem de devaneio excessivo ser ajudados? É o devaneio excessivo uma síndrome por si só, ou é a manifestação de outro problema? O que origina este transtorno e como pode ser tratado? Ainda mais importante, como tornar este síndrome mais conhecido para que os indivíduos que devaneiam em excesso não se sintam como as únicas pessoas do mundo que passam muito tempo em seus mundos imaginários?" Apesar de ainda não ser um transtorno ou uma patologia oficialmente reconhecida, o devaneio excessivo tem recebido alguma atenção da imprensa.